# Syd Homer
Sydney Homer (14 tháng 1 năm 1903 — 22 tháng 1 năm 1983) là một cầu thủ bóng đá người Anh từng thi đấu ở vị trí cánh phải, vai trò tiền đạo. Ông ra sân hơn 240 lần tại Football League trong những năm trước Thế chiến thứ II.

## Sự nghiệp
Syd Homer thi đấu cho Bristol City.

## Danh hiệu
Cùng với Bristol City
Vô địch Welsh Cup: 1934
Cùng với Bloxwich Strollers
Vô địch Birmingham Combination: 1924–25